# バディムービー

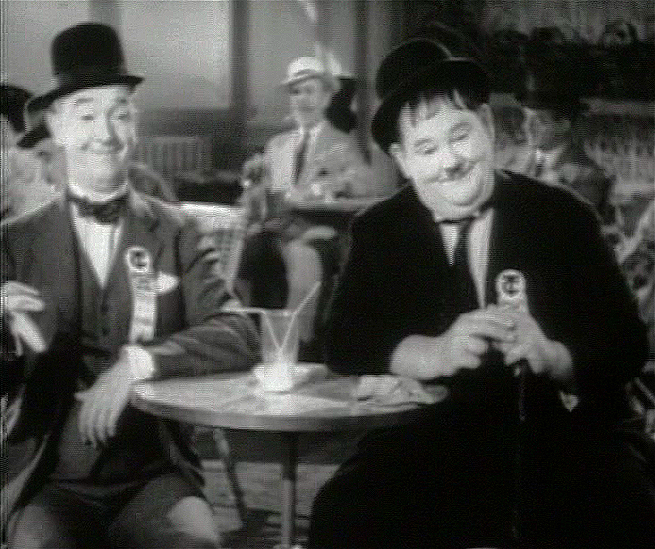
1939年の映画『天国二人道中』でのローレル&ハーディ。ローレルとハーディは、1930年代以降のバディムービーに登場した最初のコンビのひとつである。

バディムービーとは、冒険映画やコメディ映画のサブジャンルで、2人の人間（多くの場合、2人とも男性）が一緒になって冒険やクエスト、ロードトリップに出かけるというものである。2人の性格は対照的であることが多く、異性同士のコンビとは異なるダイナミックさを画面上に生み出している。また、場合によっては2人の間に民族的な違いがあるため、それが強調されることもある。バディムービーはアメリカ映画では一般的なもので、他の映画ジャンルとは異なり、20世紀に入ってからも様々な組み合わせやテーマで存続し続けている。

## 男性同士のコンビ
バディムービーは、同性同士であることが多い2人のコンビを描いたもので、歴史的には男性同士である場合が多い。2人の間の友情関係がバディムービーにおける重要な関係性である。この2人は、生まれ育った環境や性格が異なることが多く、お互いに誤解しがちである。映画本編内での事件や出来事を通して、二人はより強い友情と相互尊重を得る。バディムービーは、特に階級、人種、ジェンダーに関連した男らしさの危機を扱うことが多い。「American Masculinities: A Historical Encyclopedia」によると、「バディムービーは、映画を見る男性の観客に、通常は社会的な制約によって抑制されている男性同士の絆や行動を楽しむ機会を提供する」と説明されている 。Ira Konigsbergは、「The Complete Film Dictionary」の中で、「このような映画は、男性の仲間意識の美徳を讃え、男女関係を補助的な立場に追いやるものである」と書いている。

## 女性同士の友情
女性バディムービーとは、主人公が女性であることを除けば、バディムービーに似ていて、彼女たちの状況を中心に描かれている。プロットによってはキャストが女性中心になることもある。「女性バディムービーは、主流となる映画においては最近の傾向である。しかし、90年代初頭の『テルマ&ルイーズ』は、『明日に向って撃て!』と同様の人気を博し、『ため息つかせて』や『Walking and Talking』のようなスクリーン上での女性同士の友情や、『フライド・グリーン・トマト』でのEvelyn CouchとNinny Threadgoodeの関係に道を開いた」。

## ハイブリッドジャンル
バディムービーは、ロードムービー、西部劇、コメディ、警官を主人公にしたアクション映画など、他の映画ジャンルとのハイブリッドが多い。コメディ映画では女性が、アウトローのバディを描いた映画では法律が、警官のバディを描いたアクション映画では犯罪者が登場するなど、ジャンルによって男性同士のバディ関係における「男らしさを脅かすもの」が異なる。

## 歴史

### 1930年代以前
バディムービーは、男女の恋愛関係や個々の男性ヒーローに焦点を当てる傾向のある他の西洋諸国の映画よりも、アメリカの映画によく見られる。映画史家のダヴィッド・トムソンは、イギリスやフランスの映画ではバディムービーは珍しい存在だと述べている。曰く「例えば、3人のイギリス人男性が、他の男性と一緒にいるときに最高に幸せそうにしているアメリカ人男性のように振る舞うことはないだろうし、そのような光景を見ることもないだろう」と。アメリカにおける男同士の絆の描写は、19世紀の作家マーク・トウェインの小説における登場人物のハックルベリー・フィンとトム・ソーヤーの「良い子と悪い子のコンビ」や、1884年に出版されたトウェインの小説『ハックルベリー・フィンの冒険』に登場するハックルベリー・フィンと奴隷でもある使用人の黒人ジムとの関係にまで遡ることができる。20世紀初頭のアメリカのヴォードヴィルでは、男性同士のペアがよく演じられていた。例えば、1881年の『王子と乞食』では、エドワード王子とマイルズ・ヘンドンの関係性を仄めかしている。

### 1930年代～1960年代：コメディデュオ
1930年代から1960年代のアメリカでは、男性のコメディデュオがバディムービーに登場することが多かった。1930年代から1940年代にかけて、ローレル&ハーディや、アボットとコステロが人気を博した。ローレル&ハーディは『極楽発展倶楽部』（1933年）などの映画に出演し、アボットとコステロは『凸凹二等兵の巻』（1941年）などの映画に出演した。もう一つのコメディデュオはウィーラー&ウールジーで、『爆笑隊従軍記』（1930年）に出演していた。ビング・クロスビーとボブ・ホープは1940年のパラマウント・ピクチャーズの映画『シンガポール珍道中』で共演したが、これをきっかけにして1940年代には他にもバディムービーが誕生し、ロサンゼルス・タイムズ紙はこの状況を「戦時中というファンタジーからの逃避」と評した。その後もホープとクロスビーは1960年代まで続いた一連の映画シリーズで共演し続けた。ディーン・マーティンとジェリー・ルイスは1950年代に人気を博したコンビであり、ウォルター・マッソーとジャック・レモンは1960年代に有名になり、1968年の大ヒット映画『おかしな二人』に主演した。
一方で、当時のコミカルなバディムービーとは一線を画していたのが、三船敏郎と志村喬が主演した黒澤明監督の1949年の日本映画『野良犬』である。この作品は、バディコップムービーというジャンルの先駆けとなる、よりシリアスな警察小説のフィルム・ノワールであった。

### 1960年代から1970年代：フェミニズムと社会への対応
1960年代から1970年代にかけて、フェミニズム運動や社会制度への「広範な疑問」がバディムービーに影響を与えた。これらの映画は男性の友情をより劇的に表現し、個人主義、特に女性や社会から自由になることを推奨していた。モリー・ハスケルやロビン・ウッドのような批評家は、この数十年にわたる映画の変遷を「フェミニズム運動からの反動」と見ていた。フィリッパ・ゲイツは次のように書いています。「平等を求める女性を罰するために、バディムービーは女性を物語の中心から押し出している...。主人公を2人とも男性にすることで、映画の中心となる問題は2人の友情の成長と発展になり、それに伴って、恋愛対象としての女性は、物語空間から排除されている」 。この数十年のバディムービーは、ロードムービーとのハイブリッドでもあった。この年代のバディムービーには、『明日に向って撃て!』（1969年）、『イージー・ライダー』（1969年）、『真夜中のカウボーイ』（1969年）、『サンダーボルト』（1974年）、『狼たちの午後』（1975年）などがある。ロサンゼルス・タイムズ紙は、『スケアクロウ』（1973年）や『大統領の陰謀』（1976年）などの映画は、この時代に感じられた「妄想と疎外感」を反映していると述べている。ハリウッド以外で、この時代のバディロードムービーとして注目される作品には、ボリウッドの「カレーウエスタン」映画『Sholay』（1975年）があり、この作品はインド映画史上最高の興行収入を記録したインド映画でもあった 。
異人種間のバディムービーは、1970年～1980年代にかけて登場した。リチャード・プライヤーとジーン・ワイルダーが『大陸横断超特急』（1976年）と『スター・クレイジー』（1980年）でこのムーブメントを起こした。エディ・マーフィは、『48時間』（1982年）でニック・ノルティと、『大逆転』（1983年）でダン・エイクロイドと共演し、異人種間バディムービーの中心的な俳優となった。1980年代を通じて、異人種間バディムービーにおける個々の役割は逆転している。「他の人種は...文明化されすぎている」一方で、白人は「...都会の風景の中で生き残るための装備を備えている」といったように描かれている。

### 1980年代：アクション映画と異人種間のコンビ
1980年代はアクション映画の人気が高く、「男らしさ、ヒロイズム、愛国心を理想的なイメージに融合させた」ジャンルがバディムービーとハイブリッド化していった。公民権運動の後、黒人の進出も反映されて、より一般的な異人種間の二人組のペアが登場した。この年代には、バディでのロードムービーに代わって、刑事もののバディムービーが登場するようになった。異人種間のペアによるアクション映画には、1982年にエディ・マーフィとニック・ノルティが主演した『48時間』や、1987年にメル・ギブソンとダニー・グローヴァーが主演した『リーサル・ウェポン』などがある。また、1980年代にアクション映画とバディムービーが組み合わされ、異人種間の逆転が起きた別の作品として挙げられるのが1988年の映画『ダイ・ハード』で、ブルース・ウィリス演じる主人公ジョン・マクレーンを黒人警官のアル（レジナルド・ヴェルジョンソン演じる）がサポートしている。

### 1990年代：このジャンルへの新しいアプローチ
1990年代初頭、映画の中の男性像がより繊細になり、バディムービーの中には「男性同士の繊細な関係を必要とする男性性を考察する」ものがあった。そのような作品には、『フィッシャー・キング』（1991年）や『ショーシャンクの空に』（1994年）などがある。また、この年代には、このジャンルに対する新しいアプローチも見られた。1991年の映画『テルマ&ルイーズ』では、ジーナ・デイヴィスとスーザン・サランドンの女性ペアが登場し、1993年の映画『ペリカン文書』では、ジュリア・ロバーツとデンゼル・ワシントンの男女のプラトニックなペアが登場した。1998年の映画『ラッシュアワー』では、ジャッキー・チェンとクリス・タッカーという非白人男性のペアが登場し、ロサンゼルス・タイムズ紙は、アメリカ映画のカラーブラインドネス（人種分類）を象徴していると評した。
『ハード・プレイ』（1992年）、『ダーティ・ボーイズ』（1996年）、『グリッドロック』（1997年）、『ナショナル・セキュリティ』（2003年）、『最高の人生の見つけ方』（2007年）など、1990年代～2000年代に入っても異人種間のバディ映画は続き、さまざまなジャンルと融合していった。
また、1990年代から2000年代にかけて、ジョン・ウー監督のハリウッド映画は、香港で製作された過去の作品にあった武侠の「忠誠と信頼のテーマ」を輸入して、男性の絆について異なる表現をしている。Kin-Yan Szetoは、「The Martial Arts Cinema of the Chinese Diaspora」の中で、「彼が監督したハリウッド映画の3作目である『フェイス/オフ』で...ジョン・ウーは、血縁や家族を強固にする覇権主義的な男らしさに異議を唱える可能性のあるホモソーシャル性のテーマを展開し、政治的に利用することに成功している」と書いている。ウー監督が2001年に製作した第二次世界大戦の映画『ウインドトーカーズ』では、2組のバディペアが描かれ、それぞれのペアが民族性による不平等を示している（白人のアメリカ人兵士がナバホ族の暗号解読者を守るが、一方で暗号を守るために解読者を殺す準備もしている）。Szetoは、「ウーは2組のバディペアを使って、白人の異性愛者男性の支配的な立場を単に回復させたり強化したりするのではなく、異人種間の絆における意味の変化や複数の可能性を探っている」と説明している。

## 代表的な作品

### コメディ
- 天国二人道中（英語版） The Flying Deuces (1939)[17]
- ブルース・ブラザース The Blues Brothers (1980)[18]
  - ブルース・ブラザース2000 The Blues Brothers 2000 (1998)
- 大逆転 Trading Places (1983)[19]
- 大災難P.T.A. Planes, Trains & Automobiles (1987)[20]
- ツインズ Twins (1988)[21]
- ビルとテッドの大冒険 Bill & Ted's Excellent Adventure (1989)[22]
  - ビルとテッドの地獄旅行 Bill & Ted's Bogus Journey (1991)
  - ビルとテッドの時空旅行 音楽で世界を救え! Bill & Ted Face the Music (2020)
- ウェインズ・ワールド Wayne's World (1992)[20]
  - ウェインズ・ワールド2 Wayne's World 2 (1993)
- ジム・キャリーはMr.ダマー Dumb and Dumber (1994)[20]
- モール・ラッツ Mallrats (1995)[23]
- Harold & Kumar Go to White Castle (2004)[22]
- ウェディング・クラッシャーズ Wedding Crashers (2005)[18]
- ホット・ファズ -俺たちスーパーポリスメン!- Hot Fuzz (2007)[24]
- イースターラビットのキャンディ工場 Hop (2011)[25]
- デンジャラス・バディ The Heat (2013)
- ゴースト・エージェント/R.I.P.D. R.I.P.D. (2013)
- キューティ・コップ Hot Pursuit (2015)
- スキップ・トレース Skiptrace 絕地逃亡 (2016)
- バッド・スパイ The Spy Who Dumped Me (2018)
- STUBER/ストゥーバー Stuber (2019)
- ソニック・ザ・ムービー Sonic the Hedgehog (2020)[26]
  - ソニック・ザ・ムービー/ソニック VS ナックルズ Sonic the Hedgehog 2 (2022)

### アクション
- 48時間 48 Hrs. (1982)[20][27][28][29]
  - 48時間PART2/帰って来たふたり Another 48 Hrs. (1990)
- ビバリーヒルズ・コップ Beverly Hills Cop (1984)[30][31][29]
- シカゴ・コネクション/夢みて走れ Running Scared (1986)[32][29]
- あぶない刑事 (1987)
  - またまたあぶない刑事 (1988)
  - もっともあぶない刑事 (1989)
  - あぶない刑事 リターンズ (1996)
  - あぶない刑事フォーエヴァー THE MOVIE (1998)
  - まだまだあぶない刑事 (2005)
  - さらば あぶない刑事 (2016)
  - 帰ってきた あぶない刑事 (2024)
- リーサル・ウェポン Lethal Weapon (1987)[27][28]
  - リーサル・ウェポン2/炎の約束 Lethal Weapon 2 (1989)
  - リーサル・ウェポン3 Lethal Weapon 3 (1992)
  - リーサル・ウェポン4 Lethal Weapon 4 (1998)
- 張り込み Stakeout (1987)[29]
- ヒドゥン The Hidden (1987)
- 影なき男 Shoot to Kill (1988)[33][34][20][29]
- ミッドナイト・ラン Midnight Run (1988)[35]
- ゾンビコップ Dead Heat (1988)[36]
- レッドブル Red Heat (1988)[37][29]
- エイリアン・ネイション Alien Nation (1988)
- デッドフォール Tango & Cash (1989)[38][29]
- ターナー&フーチ/すてきな相棒 Turner & Hooch (1989)[29]
- リトルトウキョー殺人課 Showdown in Little Tokyo (1991)[29]
- ハード・ウェイ The Hard Way (1991)[39]
- ラスト・ボーイスカウト The Last Boy Scout (1991)[40][41]
- ハートブルー Point Break (1991)[42][29]
- ロシアン・ルーレット Company Business (1991)
- セブン Se7en (1995)[28][29]
- ダイ・ハード3 Die Hard With a Vengeance (1995)[36][43][41]
- バッドボーイズ Bad Boys (1995)[32][29]
  - バッドボーイズ2バッド Bad Boys II (2003)
  - バッドボーイズ フォー・ライフ Bad Boys for Life (2020)
  - バッドボーイズ RIDE OR DIE Bad Boys RIDE OR DIE (2024)
- トップ・ドッグ Top Dog (1995)[36][44]
- ラッシュアワー Rush Hour (1998)[45]
  - ラッシュアワー2 Rush Hour 2 (2001)
  - ラッシュアワー3 Rush Hour 3 (2007)
- シャンハイ・ヌーン Shanghai Noon (2000)[29]
  - シャンハイ・ナイト Shanghai Knights (2003)
- ケミカル51 The 51st State (2001)[46]
- ショウタイム Showtime (2002)[44]
- ナショナル・セキュリティ National Security (2003)[29]
- TAXI NY Taxi (2004)
- シャーロック・ホームズ Sherlock Holmes (2009)[38][29]
  - シャーロック・ホームズ シャドウ ゲーム Sherlock Holmes: A Game of Shadows (2011)
- コップ・アウト 〜刑事した奴ら〜 Cop Out (2010)[47][36][44]
- アザー・ガイズ 俺たち踊るハイパー刑事! The Other Guys (2010)[32][29]
- 21ジャンプストリート 21 Jump Street (2012)[31][29]
  - 22ジャンプストリート 22 Jump Street (2014)
- 2ガンズ 2 Guns (2013)[48][29]
- ローン・レンジャー The Lone Ranger (2013)
- ライド・アロング〜相棒見習い〜 Ride Along (2014)[44]
- ドライブ・ハード Drive Hard (2014)[49]
- コードネーム U.N.C.L.E. The Man from U.N.C.L.E. (2015)：CIAとKGBのスパイコンビ
- ナイスガイズ! The Nice Guys (2016)[29]
- セントラル・インテリジェンス Central Intelligence (2016)
- ブライト Bright (2017)
- ヒットマンズ・ボディガード The Hitman's Bodyguard (2017)：殺し屋とボディガードのコンビ
  - ヒットマンズ・ワイフズ・ボディガード The Hitman's Wife's Bodyguard (2021)
- コンフィデンシャル/共助 공조 (2017)：北朝鮮と韓国の刑事コンビ
- ヴェノム Venom (2018)：寄生生命体と男性のコンビ
  - ヴェノム:レット・ゼア・ビー・カーネイジ Venom: Let There Be Carnage (2021)
- ワイルド・スピード/スーパーコンボ Fast & Furious Presents: Hobbs & Shaw (2019)
- マイ・スパイ My Spy (2020)

### ミステリ
- 探偵はBARにいる (2011)

### アニメーション
- ロジャー・ラビット Who Framed Roger Rabbit (1988)[50]：アニメと男性のコンビ
- The Land Before Time (1988)[51]
- ペンギン物語〜きらきら石のゆくえ〜 The Pebble and the Penguin (1995)[52]
- トイ・ストーリー Toy Story (1995)[53]
  - トイ・ストーリー2 Toy Story 2 (1999)
  - トイ・ストーリー3 Toy Story 3 (2010)
  - トイ・ストーリー4 Toy Story 4 (2019)
- エル・ドラド 黄金の都 The Road to El Dorado (2000)[54]
- ラマになった王様 The Emperor's New Groove (2000)[54]
- シュレック Shrek (2001)[55]
  - シュレック2 Shrek 2 (2004)
  - シュレック3 Shrek the Third (2007)
  - シュレック フォーエバー Shrek Forever After (2010)
- モンスターズ・インク Monsters, Inc. (2001)[56]
  - モンスターズ・ユニバーシティ Monsters University (2013)
- カールじいさんの空飛ぶ家 Up (2009)[57]
- ホーム 宇宙人ブーヴのゆかいな大冒険 Home (2015)[58]
- ズートピア Zootopia (2016)[59]
- ペット The Secret Life of Pets (2016)[60]
- トロールズ Trolls (2016)[61]
- ボス・ベイビー The Boss Baby (2017)[62]

## テレビシリーズ
映画『リーサル・ウェポン』は、2016年から2019年にかけてテレビシリーズ化された。2021年にDisney+で配信されたシリーズ『ファルコン&ウィンター・ソルジャー』は、バディムービーの特徴を多く持ち、『48時間』、『手錠のまゝの脱獄』、『リーサル・ウェポン』、『ラッシュアワー』などの映画の影響を受けている 。

## 参照
- ブロマンス
- ブロマンティックコメディ
- バディコップフィルム
- ウーマンス